# جاسم سالم
جاسم سالم (انگلیسی: Jassem Salem؛ زادهٔ ۲۷ فوریهٔ ۱۹۹۷) بازیکن فوتبال اهل امارات متحده عربی است.